# ЖКК Млади Крајишник
ЖКК Млади Крајишник (надимак: „малене“) је женски кошаркашки клуб из Бање Луке, Републике Српске и БиХ. Клуб је основан 25. маја 1963. године. Био је дугогодишњи члан Прве савезне женске кошаркашке лиге Југославије. Био је и учесник финалног турнира Регионалне кошаркашке лиге одржаног у Госпићу у сезони 2009/10. Овај клуб кроз историју изњедрио је 16 репрезентативаца Југославије и Србије и 15 репрезентативаца Босне и Херцеговине. Проглашен је у два наврата најбољим спортским клубом Републике Српске, 1996. и 1997. године. Тренутно се такмичи у Првој женској кошаркашкој лиги БиХ. Спонзорише га Меридианбет.

## Историја
ЖКК Млади Крајишник основан је 1963. године, а већ од 1964. године наступа у Првој савезној женској кошаркашкој лиги Југославије из које је до 1972. три пута испадао. Од 1974. па до 1995. „малене“ су непрекидно чланице Прве лиге Југославије и уз ЖКК Црвена звезда Београд имају најдужи континуитет играња у првој лиги. 1995. године клуб испада у Прву Б лигу Југославије гдје се задржава двије године, а нови наступ у Првој лиги биљежи 1997. а у тој сезони постаје и вицешампион Југославије. у европским такмичењима клуб је одиграо укупно 20 мечева, забиљеживши 13 побједа и 7 пораза. За клуб је до сада наступило укопно 263 кошаркашице а са клупе га је водило укупно 17 тренера.

## Успјеси
- Првенство Југославије
- * Вицешампион (1): 1997.
- Првенство Босне и Херцеговине
  - Освајач (3): 1999, 2000, 2010.
- Куп Босне и Херцеговине
  - Освајач (3): 1999, 2007, 2008.
- Првенство Републике Српске
  - Освајач (8): 1993, 1994, 1995, 1996, 1997, 1998, 1999, 2000.
- Куп Републике Српске
  - Освајач (16): 1992, 1993, 1994, 1995, 1996, 1997, 1998, 1999, 2000, 2003, 2005, 2006, 2007, 2008, 2009, 2010.
- Регионална кошаркашка лига
  - Учесник завршног турнира (1): 2009.[4]

## Познате играчице
- Марина Марковић
- Саша Чађо
- Биљана Павићевић
- Ивона Богоје
- Анђелија Арбутина-Шаренац
- Јадранка Ћосић-Тркуља
- Слађана Голић
- Санда Вуковић-Осман
- Лара Мандић
- Ана Јоковић
- Милица Деура
- Ивона Јерковић
- Мерсада Бећирспахић